# آبچلیک پاسرخ خالدار
آبچلیک پاسرخ خالدار (نام علمی: Tringa erythropus) نام یک گونه از سرده آبچلیک‌ها است.